# Persone di nome Alice/Attrici
| Questa pagina contiene informazioni ricavate automaticamente dalle voci biografiche con l'ausilio del template Bio e di un bot. L'aggiornamento è periodico e automatico e ricostruisce completamente la pagina. Se manca una persona in questa lista, sei pregato di non aggiungerla, ma accertati piuttosto che la sua voce biografica contenga il template Bio e che i dati anagrafici siano correttamente compilati. Se il template Bio manca, inseriscilo tu stesso o, in alternativa, metti l'avviso {{tmp\|Bio}} che ne segnala la mancanza. Se i dati riportati sono sbagliati, correggi direttamente la voce biografica; le modifiche saranno visibili in questa lista entro pochi giorni. Per chiarimenti vedi il progetto antroponimi. La lista contiene solo le 51 persone che sono citate nell'enciclopedia e per le quali è stato implementato correttamente il template Bio. Pagina aggiornata al 23 mag 2025. |

Questa è una lista di persone presenti nell'enciclopedia che hanno il nome Alice e sono attrici.

## A(2)
- Alice Arcuri, attrice italiana (Genova, n. 1984)
- Alice Arno, attrice e modella francese (n. 1946)

## B(3)
- Alice Belaïdi, attrice francese (Nîmes, n. 1987)
- Alice Brady, attrice statunitense (New York, n. 1892 - New York, † 1939)
- Alice Braga, attrice brasiliana (San Paolo, n. 1983)

## C(4)
- Alice Calhoun, attrice statunitense (Cleveland, n. 1900 - Los Angeles, † 1966)
- Alice Chapin, attrice e drammaturga statunitense (Keene, n. 1857 - Keene, † 1934)
- Alice Cocéa, attrice e cantante francese (Sinaia, n. 1899 - Boulogne-Billancourt, † 1970)
- Alice Connor, attrice britannica (Buckinghamshire, n. 1990)

## D(7)
- Alice Davenport, attrice statunitense (New York, n. 1864 - Los Angeles, † 1936)
- Alice David, attrice francese (Parigi, n. 1987)
- Alice Day, attrice statunitense (Colorado Springs, n. 1905 - Orange, † 1995)
- Alice De Winton, attrice inglese (Dorchester, n. 1864 - Londra, † 1941)
- Alice Drummond, attrice statunitense (Pawtucket, n. 1928 - New York, † 2016)
- Alice Dwyer, attrice tedesca (Berlino, n. 1988)
- Alice de Lencquesaing, attrice francese (Parigi, n. 1991)

## E(3)
- Alice Englert, attrice australiana (Sydney, n. 1994)
- Alice Evans, attrice inglese (Summit, n. 1968)
- Alice Eve, attrice britannica (Londra, n. 1982)

## F(2)
- Alice Faye, attrice e cantante statunitense (New York, n. 1915 - Rancho Mirage, † 1998)
- Alice Franz, attrice e doppiatrice tedesca (Krefeld, n. 1912 - Monaco di Baviera, † 2011)

## G(2)
- Alice Ghostley, attrice statunitense (Eve, n. 1923 - Los Angeles, † 2007)
- Alice Greczyn, attrice e modella statunitense (Walnut Creek, n. 1986)

## H(4)
- Alice Henley, attrice britannica (Ipswich, n. 1982)
- Alice Hirson, attrice statunitense (New York, n. 1929 - New York, † 2025)
- Alice Hollister, attrice statunitense (Worcester, n. 1886 - Costa Mesa, † 1973)
- Alice Howell, attrice statunitense (New York, n. 1886 - Los Angeles, † 1961)

## I(1)
- Alice Isaaz, attrice francese (Bordeaux, n. 1991)

## J(1)
- Alice Joyce, attrice statunitense (Kansas City, n. 1890 - Hollywood, † 1955)

## K(1)
- Alice Krige, attrice sudafricana (Upington, n. 1954)

## L(2)
- Alice Lake, attrice statunitense (New York, n. 1895 - Hollywood, † 1967)
- Alice Lowe, attrice, comica e regista britannica (Coventry, n. 1977)

## M(1)
- Alice Moseley, attrice britannica

## P(7)
- Claudie Clèves, attrice e sceneggiatrice francese (Oulchy-le-Château, n. 1905 - Montreuil, † 1996)
- Alice Pagani, attrice, modella e scrittrice italiana (Ascoli Piceno, n. 1998)
- Alice Palazzi, attrice italiana (Cesena, n. 1979)
- Alice Patten, attrice britannica (Londra, n. 1980)
- Alice Pearce, attrice statunitense (New York, n. 1917 - Hollywood, † 1966)
- Alice Playten, attrice e doppiatrice statunitense (Manhattan, n. 1947 - Manhattan, † 2011)
- Alice Pol, attrice francese (Saint-Pierre, n. 1982)

## S(2)
- Alice Sapritch, attrice francese (Istanbul, n. 1916 - Parigi, † 1990)
- Vera Schmiterlöw, attrice svedese (Varberg, n. 1904 - Stoccolma, † 1987)

## T(6)
- Alice Taglioni, attrice francese (Ermont, n. 1976)
- Alice Teghil, attrice italiana (Roma, n. 1989)
- Alice Terry, attrice statunitense (Vincennes, n. 1900 - Burbank, † 1987)
- Alice Tissot, attrice francese (Parigi, n. 1890 - Parigi, † 1971)
- Alice Torriani, attrice e scrittrice italiana (Milano, n. 1984)
- Alice Treff, attrice e doppiatrice tedesca (Berlino, n. 1906 - Berlino, † 2003)

## W(3)
- Alice Washburn, attrice statunitense (Oshkosh, n. 1861 - Oshkosh, † 1929)
- Alice Wegmann, attrice e ex ginnasta brasiliana (Rio de Janeiro, n. 1995)
- Alice White, attrice statunitense (Paterson, n. 1904 - Los Angeles, † 1983)